# Dasylepis eggelingii
Dasylepis eggelingii är en tvåhjärtbladig växtart som beskrevs av Jan Bevington Gillett. Dasylepis eggelingii ingår i släktet Dasylepis och familjen Achariaceae. Inga underarter finns listade i Catalogue of Life.